# کارول کی
کارول کِـی (انگلیسی: Carol Kaye؛ زادهٔ ۲۴ مارس ۱۹۳۵) موسیقی‌دان اهل ایالات متحده آمریکا است. وی از سال ۱۹۴۹ میلادی تاکنون مشغول فعالیت بوده‌است و یکی از پُربارترین نوازندگان گیتار بیس در موسیقی پاپ و موسیقی راک محسوب می‌شود که طی یک دورهٔ حرفه‌ایِ ۵۰ ساله، بیش از ۱۰٬۰۰۰ آهنگ اجرا و ضبط کرده‌است. وی همچنین یکی از اعضای گروه درهم‌نوازی در لس آنجلس بود.